# Sasha Alexander
Sasha Alexander (født 17. maj 1973) er en amerikansk skuespiller af serbisk oprindelse.
Hun er kendt for sine roller som Retsmediciner Maura Isle i krimiserien Rizzoli & Isles,  NCIS-specialagent Caitlin "Kate" Todd i de to første sæsoner af CBS' tv-dramaserie NCIS, en mindre rolle som Melissa i Mission Impossible III (2006), som Lucy i Yes Man (2008) og som Catherine i Han er bare ikke vild med dig (2009)Hun havde en gæsteoptræden som Nora i episoden "The Down Low" i tv-serien House. Hun er også med i Friends som Joeys interviewer Shelley.